# Athysanella gilli
Athysanella gilli är en insektsart som beskrevs av Blocker och Johnson 1990. Athysanella gilli ingår i släktet Athysanella och familjen dvärgstritar. Inga underarter finns listade i Catalogue of Life.